# Verwaltungsgemeinschaft Feldstein
In der Verwaltungsgemeinschaft Feldstein aus dem thüringischen Landkreis Hildburghausen haben sich die Stadt Themar und 16 Gemeinden zur Erledigung ihrer Verwaltungsgeschäfte zusammengeschlossen. Sie liegt zwischen den Städten Hildburghausen, Meiningen und Suhl.
Sitz der Verwaltungsgemeinschaft ist die Stadt Themar.

## Die Gemeinden
- Ahlstädt
- Beinerstadt
- Bischofrod mit Ortsteil Keulrod
- Dingsleben
- Ehrenberg
- Eichenberg
- Grimmelshausen
- Grub
- Henfstädt
- Kloster Veßra mit Ortsteilen Neuhof und Zollbrück
- Lengfeld
- Marisfeld
- Oberstadt
- Reurieth mit Ortsteilen Siegritz und Trostadt
- St. Bernhard
- Schmeheim
- Themar, Stadt mit den Ortsteilen Tachbach und Wachenbrunn

## Geschichte
Die Verwaltungsgemeinschaft wurde am 25. November 1993 gegründet. Sie ist benannt nach dem 552 Meter hohen Berg Feldstein westlich von Lengfeld. Im Rahmen der Gebietsreform in Thüringen wurde die Verwaltungsgemeinschaft am 1. Januar 2019 um die bisher nicht zur VG gehörende Stadt Themar erweitert.

## Einwohnerentwicklung
Entwicklung der Einwohnerzahl:
| - 1994 – 6145 - 1995 – 6068 - 1996 – 6055 - 1997 – 6034 - 1998 – 5977 - 1999 – 5889 | - 2000 – 5821 - 2001 – 5712 - 2002 – 5679 - 2003 – 5581 - 2004 – 5552 - 2005 – 5464 | - 2006 – 5421 - 2007 – 5380 - 2008 – 5303 - 2009 – 5205 - 2010 – 5135 - 2011 – 5079 | - 2012 – 5006 - 2013 – 4942 - 2014 – 4990 - 2015 – 4881 - 2016 – 4805 - 2017 – 4765 | - 2018 – 4711 - 2019 – 7506 - 2020 – 7407 - 2021 – 7350 - 2022 – 7263 - 2023 – 7171 |

 Datenquelle: ab 1994 Thüringer Landesamt für Statistik – Werte vom 31. Dezember